# I Disappear
Singles de Metallica
No Leaf Clover
(2000) St. Anger
(2003)
I Disappear est une chanson du groupe de metal Metallica. La chanson fut enregistrée comme une contribution à la bande originale de Mission impossible 2 et atteignit la 1re place au Mainstream Rock Tracks.
Ce morceau ne se trouve sur aucun album du groupe mais a été jouée près d'une centaine de fois entre 2000 et 2023.